# Fábio Deivson Lopes Maciel
Fábio Deivson Lopes Maciel (Nobres, Mato Grosso, Brasil, 30 de septiembre de 1980) es un futbolista brasileño. Juega de portero y su equipo actual es el Fluminense de Brasil. 
Fabio en el equipo Cruzeiro ostenta el récord de ser el jugador con más partidos disputados con un total de 978 presencias.

## Trayectoria
Fábio debutó en 1997 con el União Bandeirante, luego fue contratado por el Atlético Paranaense, allí celebra su primer título estadual y es adquirido por el Cruzeiro. En su primera etapa con Cruzeiro se mantendría durante toda la temporada como suplente de André Doring. Tan sólo disputaría un partido ante el Universal de Rio por la Copa de Brasil la cual ganaría. Después de ello sería cedido al Vasco da Gama.
En Vasco da Gama estaría como suplente de Hélton durante dos temporadas. Luego de que Hélton partiera al fútbol europeo Fábio sería el titular indiscutible durante tres temporadas cosechando varios títulos. En 2004 luego de llegar algunos días después al entrenamiento del club tras estar convocado en la Selección de fútbol de Brasil, se le fue acusado por el presidente del Vasco da Gama de incumplimiento de contrato y estaría algunos meses sin jugar.
En 2005 Fábio regresó a Cruzeiro en donde estuvo hasta 2021, siendo el futbolista con más partidos disputados en la historia del club con un total de 978 encuentros. Además, cosechó 11 títulos. Para la temporada 2022 luego de no llegar a ningún acuerdo de renovación con Ronaldo Nazario (dueño de Cruzeiro) se marcharía a Fluminense.

## Selección Brasil
Participó en dos mundiales con Brasil en las categorías sub-17 y sub-20. Mientras que la categoría de Mayores estuvo convocado como tercer arquero en la Copa América y Copa Confederaciones en donde fue campeón aunque nunca llegó a jugar ningún partido. 

### Participaciones en Copas del Mundo
| Mundial                       | Sede    | Resultado        |
| ----------------------------- | ------- | ---------------- |
| Copa Mundial de Fútbol Sub-17 | Egipto  | Campeón          |
| Copa Mundial de Fútbol Sub-20 | Nigeria | Cuartos de final |

## Estadísticas

### Clubes
Actualizado hasta el 17 de agosto de 2025.
| Club                         | Div.          | Temporada     | Liga  | Liga  | Estadual | Estadual | Copas | Copas | Internacional | Internacional | Total | Total |
| Club                         | Div.          | Temporada     | Part. | Goles | Part.    | Goles    | Part. | Goles | Part.         | Goles         | Part. | Goles |
| ---------------------------- | ------------- | ------------- | ----- | ----- | -------- | -------- | ----- | ----- | ------------- | ------------- | ----- | ----- |
| União Bandeirante · Brasil   | 3.ª           | 1997          | 10    | 0     | 20       | 0        | —     | —     | —             | —             | 30    | 0     |
| Atlético Paranaense · Brasil | 1.ª           | 1998-99       | 16    | 0     | 0        | 0        | —     | —     | —             | —             | 16    | 0     |
| Cruzeiro · Brasil            | 1.ª           | 2000          | 0     | 0     | 1        | 0        | 0     | 0     | 0             | 0             | 1     | 0     |
| Vasco da Gama · Brasil       | 1.ª           | 2000          | 3     | 0     | —        | —        | —     | —     | 0             | 0             | 3     | 0     |
| Vasco da Gama · Brasil       | 1.ª           | 2001          | 2     | 0     | 8        | 0        | —     | —     | 3             | 0             | 13    | 0     |
| Vasco da Gama · Brasil       | 1.ª           | 2002          | 21    | 0     | 2        | 0        | 3     | 0     | 1             | 0             | 27    | 0     |
| Vasco da Gama · Brasil       | 1.ª           | 2003          | 44    | 0     | 15       | 0        | 7     | 0     | 2             | 0             | 68    | 0     |
| Vasco da Gama · Brasil       | 1.ª           | 2004          | 19    | 0     | 16       | 0        | 4     | 0     | —             | —             | 39    | 0     |
| Vasco da Gama · Brasil       | Total club    | Total club    | 89    | 0     | 41       | 0        | 14    | 0     | 6             | 0             | 150   | 0     |
| Cruzeiro · Brasil            | 1.ª           |               |       |       |          |          |       |       |               |               |       |       |
| Cruzeiro · Brasil            | 1.ª           | 2005          | 40    | 0     | 17       | 0        | 9     | 0     | 3             | 0             | 69    | 0     |
| Cruzeiro · Brasil            | 1.ª           | 2006          | 36    | 0     | 16       | 0        | 6     | 0     | 1             | 0             | 59    | 0     |
| Cruzeiro · Brasil            | 1.ª           | 2007          | 28    | 0     | 13       | 0        | 6     | 0     | 2             | 0             | 49    | 0     |
| Cruzeiro · Brasil            | 1.ª           | 2008          | 38    | 0     | 14       | 0        | —     | —     | 10            | 0             | 62    | 0     |
| Cruzeiro · Brasil            | 1.ª           | 2009          | 34    | 0     | 16       | 0        | —     | —     | 14            | 0             | 64    | 0     |
| Cruzeiro · Brasil            | 1.ª           | 2010          | 36    | 0     | 12       | 0        | —     | —     | 13            | 0             | 61    | 0     |
| Cruzeiro · Brasil            | 1.ª           | 2011          | 33    | 0     | 15       | 0        | —     | —     | 8             | 0             | 56    | 0     |
| Cruzeiro · Brasil            | 1.ª           | 2012          | 37    | 0     | 12       | 0        | 5     | 0     | —             | —             | 54    | 0     |
| Cruzeiro · Brasil            | 1.ª           | 2013          | 36    | 0     | 16       | 0        | 7     | 0     | —             | —             | 59    | 0     |
| Cruzeiro · Brasil            | 1.ª           | 2014          | 36    | 0     | 17       | 0        | 8     | 0     | 10            | 0             | 71    | 0     |
| Cruzeiro · Brasil            | 1.ª           | 2015          | 36    | 0     | 13       | 0        | 2     | 0     | 10            | 0             | 61    | 0     |
| Cruzeiro · Brasil            | 1.ª           | 2016          | 19    | 0     | 15       | 0        | 5     | 0     | —             | —             | 39    | 0     |
| Cruzeiro · Brasil            | 1.ª           | 2017          | 32    | 0     | 1        | 0        | 7     | 0     | —             | —             | 40    | 0     |
| Cruzeiro · Brasil            | 1.ª           | 2018          | 30    | 0     | 15       | 0        | 8     | 0     | 9             | 0             | 62    | 0     |
| Cruzeiro · Brasil            | 1.ª           | 2019          | 35    | 0     | 15       | 0        | 6     | 0     | 8             | 0             | 64    | 0     |
| Cruzeiro · Brasil            | 2.ª           | 2020          | 36    | 0     | 11       | 0        | 4     | 0     | —             | —             | 51    | 0     |
| Cruzeiro · Brasil            | 2.ª           | 2021          | 37    | 0     | 13       | 0        | 4     | 0     | —             | —             | 54    | 0     |
| Cruzeiro · Brasil            | Total club    | Total club    | 579   | 0     | 232      | 0        | 77    | 0     | 88            | 0             | 977   | 0     |
| Fluminense · Brasil          | 1.ª           | 2022          | 38    | 0     | 5        | 0        | 8     | 0     | 10            | 0             | 61    | 0     |
| Fluminense · Brasil          | 1.ª           | 2023          | 35    | 0     | 13       | 0        | 4     | 0     | 15            | 0             | 67    | 0     |
| Fluminense · Brasil          | 1.ª           | 2024          | 37    | 0     | 6        | 0        | 4     | 0     | 12            | 0             | 59    | 0     |
| Fluminense · Brasil          | 1.ª           | 2025          | 18    | 0     | 12       | 0        | 6     | 0     | 13            | 0             | 43    | 0     |
| Fluminense · Brasil          | Total club    | Total club    | 128   | 0     | 36       | 0        | 22    | 0     | 50            | 0             | 236   | 0     |
| Total carrera                | Total carrera | Total carrera | 822   | 0     | 330      | 0        | 113   | 0     | 144           | 0             | 1.409 | 0     |

### Selección
| Sub-17 · Brasil | 1997                            | — | — | 7  | 0 | 6  | 0 | 13 | 0 |
| Sub-17 · Brasil | Total                           | 0 | 0 | 7  | 0 | 6  | 0 | 13 | 0 |
| Sub-20 · Brasil |                                 |   |   |    |   |    |   |    |   |
| 1998 | —                               | — | 3 | 0  | — | —  | 3 | 0  |   |
| 1999 | —                               | — | — | —  | 6 | 0  | 6 | 0  |   |
| Total | 0                               | 0 | 3 | 0  | 6 | 0  | 9 | 0  |   |
| Sub-23 · Brasil | 1998                            | 3 | 0 | —  | — | 0  | 0 | 3  | 0 |
| Sub-23 · Brasil | Total                           | 3 | 0 | 0  | 0 | 0  | 0 | 3  | 0 |
| Absoluta · Brasil | 2003                            | — | — | 0  | 0 | —  | — | 0  | 0 |
| Absoluta · Brasil | 2004                            | — | — | 0  | 0 | —  | — | 0  | 0 |
| Absoluta · Brasil | 2011                            | 0 | 0 | —  | — | —  | — | 0  | 0 |
| Absoluta · Brasil | Total                           | 0 | 0 | 0  | 0 | 0  | 0 | 0  | 0 |
| Total en selecciones brasileñas | Total en selecciones brasileñas | 3 | 0 | 10 | 0 | 12 | 0 | 25 | 0 |
| (1) Incluye los partidos de: Campeonato Sudamericano de Fútbol (1997 y 1999)/ Copa Confederaciones 2003 / Copa América 2004 (2) Incluye los partidos de: Copa Mundial de Fútbol Sub-17 de 1997 / Copa Mundial de Fútbol Sub-20 de 1999 |                                 |   |   |    |   |    |   |    |   |

### Penaltis atajados (2005-22)
| 1.  | 2005 | Brasileirão        | Cruzeiro   | Paraná              | Sandro           | Fallo de penal |
| 2.  | 2006 | Copa de Brasil     | Cruzeiro   | Nacional de Manaus  | Diego Marangon   | Fallo de penal |
| 3.  | 2008 | Brasileirão        | Cruzeiro   | Inter Porto Alegre  | Nilmar           | Fallo de penal |
| 4.  | 2009 | Amistoso           | Cruzeiro   | Nacional Montevideo | Sergio Blanco    | Fallo de penal |
| 5.  | 2009 | Brasileirão        | Cruzeiro   | Flamengo            | Juan Maldonado   | Fallo de penal |
| 6.  | 2009 | Brasileirão        | Cruzeiro   | Corinthians         | Ronaldo          | Fallo de penal |
| 7.  | 2010 | Campeonato Mineiro | Cruzeiro   | Caldense            | Thiago Pereira   | Fallo de penal |
| 8.  | 2010 | Campeonato Mineiro | Cruzeiro   | Caldense            | Thiago Pereira   | Fallo de penal |
| 9.  | 2010 | Brasileirão        | Cruzeiro   | Botafogo            | Renato Cajá      | Fallo de penal |
| 10. | 2010 | Brasileirão        | Cruzeiro   | Corinthians         | Bruno César      | Fallo de penal |
| 11. | 2011 | Copa Libertadores  | Cruzeiro   | Deportes Tolima     | Wilder Medina    | Fallo de penal |
| 12. | 2011 | Brasileirão        | Cruzeiro   | São Paulo           | Luis Fabiano     | Fallo de penal |
| 13. | 2012 | Campeonato Mineiro | Cruzeiro   | América Mineiro     | Fábio Júnior     | Fallo de penal |
| 14. | 2012 | Brasileirão        | Cruzeiro   | São Paulo           | Luis Fabiano     | Fallo de penal |
| 15. | 2012 | Campeonato Mineiro | Cruzeiro   | Atlético Mineiro    | Ronaldinho       | Fallo de penal |
| 16. | 2013 | Brasileirão        | Cruzeiro   | Fluminense          | Fred             | Fallo de penal |
| 17. | 2015 | Copa Libertadores  | Cruzeiro   | São Paulo           | Lucão            | Fallo de penal |
| 18. | 2015 | Copa Libertadores  | Cruzeiro   | São Paulo           | Luis Fabiano     | Fallo de penal |
| 19. | 2016 | Copa de Brasil     | Cruzeiro   | Vitória             | Diego Renan      | Fallo de penal |
| 20. | 2017 | Copa de Brasil     | Cruzeiro   | Grêmio              | Luan             | Fallo de penal |
| 21. | 2017 | Copa de Brasil     | Cruzeiro   | Flamengo            | Diego Ribas      | Fallo de penal |
| 22. | 2018 | Copa de Brasil     | Cruzeiro   | Santos              | Bruno Henríque   | Fallo de penal |
| 23. | 2018 | Copa de Brasil     | Cruzeiro   | Santos              | Rodrygo          | Fallo de penal |
| 24. | 2018 | Copa de Brasil     | Cruzeiro   | Santos              | Jean Mota        | Fallo de penal |
| 25. | 2018 | Brasileirão        | Cruzeiro   | Grêmio              | Luan             | Fallo de penal |
| 26. | 2019 | Brasileirão        | Cruzeiro   | Ceará               | Ricardo Bueno    | Fallo de penal |
| 27. | 2019 | Copa de Brasil     | Cruzeiro   | Fluminense          | João Pedro       | Fallo de penal |
| 28. | 2019 | Brasileirão        | Cruzeiro   | Vasco da Gama       | Yago Pikachu     | Fallo de penal |
| 29. | 2020 | Campeonato Mineiro | Cruzeiro   | Uberlândia          | Diogo Peixoto    | Fallo de penal |
| 30. | 2020 | Copa de Brasil     | Cruzeiro   | Boa                 | Yuri Mamute      | Fallo de penal |
| 31. | 2021 | Serie B            | Cruzeiro   | Juventude           | Renato Cajá      | Fallo de penal |
| 32. | 2021 | Campeonato Mineiro | Cruzeiro   | Tombense            | Paulo Díaz       | Fallo de penal |
| 33. | 2021 | Copa de Brasil     | Cruzeiro   | Juazeirense         | Guilherme Lucena | Fallo de penal |
| 34. | 2021 | Serie B            | Cruzeiro   | Coritiba            | Léo Gamalho      | Fallo de penal |
| 35. | 2022 | Copa Libertadores  | Fluminense | Millonarios         | Macalister Silva | Fallo de penal |

## Palmarés

### Campeonatos regionales
| Título                | Club                | Estado         | Año  |
| --------------------- | ------------------- | -------------- | ---- |
| Campeonato Paranaense | Atlético Paranaense | Paraná         | 1998 |
| Taça Guanabara        | Vasco da Gama       | Río de Janeiro | 2000 |
| Taça Guanabara        | Vasco da Gama       | Río de Janeiro | 2003 |
| Campeonato Carioca    | Vasco da Gama       | Río de Janeiro | 2003 |
| Campeonato Mineiro    | Cruzeiro            | Minas Gerais   | 2006 |
| Campeonato Mineiro    | Cruzeiro            | Minas Gerais   | 2008 |
| Campeonato Mineiro    | Cruzeiro            | Minas Gerais   | 2009 |
| Campeonato Mineiro    | Cruzeiro            | Minas Gerais   | 2011 |
| Campeonato Mineiro    | Cruzeiro            | Minas Gerais   | 2014 |
| Campeonato Mineiro    | Cruzeiro            | Minas Gerais   | 2018 |
| Campeonato Mineiro    | Cruzeiro            | Minas Gerais   | 2019 |
| Taça Guanabara        | Fluminense          | Río de Janeiro | 2022 |
| Campeonato Carioca    | Fluminense          | Río de Janeiro | 2022 |
| Taça Guanabara        | Fluminense          | Río de Janeiro | 2023 |
| Campeonato Carioca    | Fluminense          | Río de Janeiro | 2023 |

### Campeonatos nacionales
| Título         | Club          | País   | Año  |
| -------------- | ------------- | ------ | ---- |
| Copa de Brasil | Cruzeiro      | Brasil | 2000 |
| Serie A        | Vasco da Gama | Brasil | 2000 |
| Serie A        | Cruzeiro      | Brasil | 2013 |
| Serie A        | Cruzeiro      | Brasil | 2014 |
| Copa de Brasil | Cruzeiro      | Brasil | 2017 |
| Copa de Brasil | Cruzeiro      | Brasil | 2018 |

### Copas internacionales
| Título              | Equipo (*)          | Sede   | Año  |
| ------------------- | ------------------- | ------ | ---- |
| Sudamericano Sub-20 | Selección de Brasil | Chile  | 1997 |
| Copa Mundial Sub-17 | Selección de Brasil | Egipto | 1997 |
| Copa Mercosur       | Vasco da Gama       | Brasil | 2000 |
| Copa América        | Selección de Brasil | Perú   | 2004 |
| Copa Libertadores   | Fluminense          | Brasil | 2023 |
| Recopa Sudamericana | Fluminense          | Brasil | 2024 |

## Anexos
- Anexo:Futbolistas con más partidos profesionales disputados